# Erich Vanis
Erich Vanis (* 4. Oktober 1928 in Wien; † 1. März 2004 in Lienz) war ein österreichischer Bergsteiger und Buchautor, von Beruf Kürschner. Bekannt wurde Vanis vor allem durch das Eisklettern. Die österreichische Bergsteigerwebseite Bergsteigen.at bezeichnete ihn als „König der Eiswände“ und eine der „Grauen Eminenzen des alpinen Bergsteigens überhaupt“.
Zu seinen ersten Touren, zählt das Gaisloch auf der Rax – im Sommer ein gesicherter Klettersteig. In den folgenden Jahren folgten zahlreiche weitere Eistouren und Bergtouren:
- 1948 die Pallavicinirinne (Glocknergruppe)
- 1950 Lyskamm (Monte Rosa) Nordostwand (Wallis)
- 1952 neunte Begehung der Eiger-Nordwand.
- 1960 Aiguille Verte Nordostwand – Couloir Couturier (Mont Blanc)
- 1962 Aiguille de Triolet Nordwand (Mont Blanc)

– auch viele Erstbegehungen:
- 21. Juli 1954 westlicher Breithornzwilling Nordostcouloir (Monte Rosa), (Wallis)
- 17. Juli 1960 Fletschhorn Nordwand (neue Routenführung, sogenannte „Wiener Route“)

Das weitere alpinistische Leben führt Erich Vanis in den 60er Jahren in den Kaukasus (neunte Überschreitung der Besengimauer), in späteren Lebensjahren nach Südamerika in die peruanischen Anden (Alpamayo) und auf den Aconcagua. 1976 hat Erich Vanis auch den Mount McKinley erstiegen.
Erich Vanis war Teilnehmer an Expeditionen zu mehreren Achttausendern:
- 1959 Versuch am Dhaulagiri
- 1979 Lhotse
- 1982 Manaslu

Nach dem Besteigen des in Argentinien in den Anden gelegenen Aconcagua in den 1960er Jahren bekam er so große Probleme mit den Kniegelenken, dass er den Abstieg nur mit Krücken bewältigen konnte. Später widmete er sich nur noch dem gerade aufgekommenen Sport des Gleitschirmfliegens.
Der selbständige Kürschner hatte seinen, von Karl Vanis übernommenen Betrieb in Wien, 16. Bezirk, Ottokringer Straße 27.

## Schriften
- Im steilen Eis – 50 Eiswände in den Alpen (1964) keine ISBN
- Im steilen Eis – 80 Eiswände in den Alpen (1980) ISBN 3-405-12158-2